# Shūji Tsurumi
Shūji Tsurumi (jap. 鶴見修治 Tsurumi Shūji; ur. 29 stycznia 1938 w tokijskiej dzielnicy Taitō) – japoński gimnastyk. Wielokrotny medalista olimpijski.
W pierwszej połowie lat 60. miał pewne miejsce w japońskiej drużynie gimnastycznej, która zdominowała światową rywalizację. W drużynie zdobył dwa złote medale igrzysk olimpijskich, w konkurencjach indywidualnych czterokrotnie stawał na podium tej imprezy (srebro w wieloboju w 1964). Zespołowo był także mistrzem świata (1962 i 1966), a w 1966 zdobył srebro w wieloboju.
W 2008 został uhonorowany miejscem w Hall of Fame Gimnastyki.

## Starty olimpijskie (medale)
Rzym 1960
- drużyna –  złoto
- koń z łękami –  brąz

Tokio 1964
- drużyna –  złoto
- wielobój, koń z łękami, poręcze –  srebro